# 傷だらけの人生
「傷だらけの人生」（きずだらけのじんせい）は、俳優・鶴田浩二の楽曲で、16枚目のシングルである。1970年12月25日に発売。

## 解説
- 高田幸吉門下で歌唱力にも優れていた鶴田浩二が、自らの多く演じた任侠映画に出てくる昔気質の侠客ばりに、理不尽な時世、軽佻浮薄な人情への怒りと、日陰育ちのやくざ者の哀しみを歌った重厚な作品で、鶴田のレコードでも代表的なヒット曲となった。曲は1番から3番まで、渡世人らしき男による自嘲混じりの語りを前置きに、その語りに結び付く内容の歌詞が歌われる構成となっており、曲の冒頭、鶴田が映画の侠客さながら情感豊かに語る口上は広く知られている。
- 「古い人間」が「今の世の中」を憂う詩は、藤田まさとが「鶴田浩二」をイメージして書き下ろしたもので、それに吉田正が曲をつけた。戦争体験を背負った「戦中派世代」の鶴田と、発表当時の高度経済成長時代における享楽的な社会風潮とをモチーフとして対比させた内容でもある。「傷だらけの人生」という表現は直接歌詞中には出てこないが、1番冒頭の語りと、己のやくざな身の上を嘆く3番の歌詞とが、題名を象徴する内容となっている。
- 本曲に限らず、鶴田はステージではマイクにハンカチを添え、耳に手を当てる独特のポーズで歌うことが多かったが、「手が脂性であったことと、従軍時に耳を傷めて演奏のリズムが取りにくかったことが理由である」と本人が明言している。
- 発売から3ヶ月ほどでオリコンチャートトップ10に初登場、累計で100万枚近い[1]（または120万枚[2]）売上げを記録。
- 1971年7月に発売になったアルバム『男／傷だらけの人生』は最高位2位を記録。
- 1971年には、この曲をテーマに『傷だらけの人生』と『傷だらけの人生　古い奴でござんす』の二本の映画が作られた。共に監督は小沢茂弘、脚本は村尾昭が務めた。
- NHKからは「公共放送で流すことは好ましくない曲」「任侠映画に出演している」という理由でNHK紅白歌合戦の出場を拒否され[3]、これに鶴田は激怒し、以後、NHKの番組出演を拒否するようになり、『男たちの旅路』に出演するまで約6年間続いた。その後、NHKの方針転換により『思い出のメロディー』などでこの曲を歌唱している他、彼の遺作でもあるドラマ『シャツの店』劇中でもこの歌を歌っている。
- 1973年(昭和48年)、藤圭子がカヴァー、アルバム『演歌の旅 緋牡丹博徒』収録
- 1998年(平成10年)、五木ひろしがシングル、アルバムでカヴァーした。
- ギャグ漫画『天才バカボン』では、バカボンのパパの愛唱歌という設定がされている[4]。

## 収録曲
- 全作詞：藤田まさと　作曲・編曲：吉田正

1. 傷だらけの人生
2. 嘘で男が泣くものか

## 映画
『傷だらけの人生』は、1971年の日本映画。主演 ： 鶴田浩二、監督： 小沢茂弘、製作 ： 東映、96分。『傷だらけの人生シリーズ』の第1作。
概要
昭和四年の大阪・天満を舞台に大聖寺一家親分の三代目を巡ってヤクザ達の姿を描く。
出演
- 大島清治：鶴田浩二
- 羽佐間五郎：待田京介
- 大島あい：工藤明子
- ふみ：北林早苗
- 堂本寅吉：遠藤辰雄
- 扇山松太郎：石山健二郎
- 半田謙三：天津敏
- おしま：八代万智子
- 美代：時美沙
- 波多野勇：小島慶四郎
- 大島長吉：北村英三
- 岩津竜造：諸角啓二郎
- 川見真平：有川正治
- 長岡重次：楠本健二
- 早瀬弥三郎：中村錦司
- 稲村源七：小田部通麿
- 黒川元一：阿波地大輔
- 北山又吉：林彰太郎
- お勢：藤代佳子
- 水野多十：広瀬義宣
- 佐々木四郎：丘路千
- 松山平吉：高並功
- 山地義行：秋山勝俊
- 国松秀男：野口貴史
- 池島安市：平沢彰
- 栗原保：川谷拓三
- 荒金銀三：村居京之輔
- 小杉由松：木谷邦臣
- 平岩亀吉：志賀勝
- 半田組子分：北川俊夫
- 吉川徳之助：島田秀雄
- 坂井文三：前川良三
- 丸兼：市川裕二
- お時：穂積かや
- 遣り手婆：大江光
- 老婆：岡嶋艶子
- 大島組子分：白川浩二郎、笹木俊志
- 魚屋の親爺：畑中伶一
- 正一：赤松志乃武
- 少女：宮村武子
- 浜村周二：久田雅臣
- 胴元：毛利清二
- 半田組子分：松田利夫、松本泰郎
- 三橋組子分：池田謙治
- 博奕好きの旦那：藤山寛美
- 三橋鉄男：若山富三郎

スタッフ
- 監督：小沢茂弘
- 脚本：村尾昭
- 企画：俊藤浩滋、橋本慶一
- 原作：石本久吉